# Năng lượng riêng
Năng lượng riêng (Tiếng Anh: specific energy) là năng lượng trên mỗi đơn vị khối lượng. Đôi khi cũng được gọi là mật độ năng lượng (energy density), tuy nhiên mật độ năng lượng là năng lượng trên mỗi đơn vị thể tích. Nó được dùng để lượng hóa năng lượng dự trữ, ví dụ dưới dạng nhiệt năng, hoặc các dạng năng lượng nhiệt động khác của vật chất như enthalpy riêng hay năng lượng Gibbs tự do riêng (specific Gibbs free energy). Nó cũng có thể được dùng để chỉ động năng hay thế năng của vật.
Đơn vị đo lường quốc tế (SI) của năng lượng riêng là Jun (Tiếng Anh: Joule, ký hiệu: J), trên kilogam (kg), viết tắt là J/kg. Những đơn vị khác vẫn thường được dùng là kilocalo trên gam (cal/g hoặc kcal/g) thường dùng trong ngành thực phẩm, oát giờ trên kilogam (W.h/kg) trong các ngành pin, và đơn vị thực nghiệm BTU trên pound (BTU/lb) trong một số ngành kĩ thuật và kĩ nghệ.
Bảng sau chỉ ra chi tiết cách chuyển đổi đơn vị tương ứng từ J/kg
| Đơn vị    | Giá trị tương ứng với đơn vị đo lường quốc tế SI |
| kcal/g    | 4.184 MJ/kg                                      |
| Wh/kg     | 3.6 kJ/kg                                        |
| kWh/kg    | 3.6 MJ/kg                                        |
| Btu/lb[3] | 2.326 kJ/kg                                      |
| Btu/lb[4] | ca. 2.32444 kJ/kg                                |